# Niedersächsisches Bodeninformationssystem
Das Niedersächsische Bodeninformationssystem (kurz NIBIS) wird durch das Landesamt für Bergbau, Energie und Geologie (LBEG) entwickelt und geführt.
Im NIBIS finden sich alle Informationen zu Boden, Geologie und Bergbau. Die räumliche Auflösung reicht von Maßstäben 1:500.000 bis zu einer Genauigkeit, die eine parzellenscharfe Information ermöglicht (1:1.000). Das System ist gemäß den Empfehlungen der Umweltministerkonferenz der Bundesrepublik Deutschland aufgebaut. Die Besonderheit des Systems liegt in seiner Offenheit und in der Integration eines sogenannten Methodenbanksystems, das es ermöglicht, nicht nur Daten zu recherchieren, sondern diese auch mit Hilfe von mehr als 200 Auswertungsmethoden für verschiedene Zwecke auszuwerten. Der Zugang zu diesem System ist über das Internet möglich. Zunehmend werden die Inhalte über OGC-konforme Services (WMS, WFS) angeboten. Wesentliche Nachfragen zu Daten und Auswertungen des NIBIS kommen heute aus der regionalen Raumordnung, der Landschaftsrahmenplanung, dem Trinkwasserschutz, der landwirtschaftlichen Planung, der Geothermie, dem Altlastenbereich und der Agrarstrukturplanung.